# Er de sjældne
Er de sjældne var et poetisk/musikalsk samarbejde mellem musikeren Solveig Sandnes og forfatteren Lone Hørslev.
Samarbejdet resulterede den 30. marts 2009 i debutalbummet Lyserød lyseblå beige på Geiger Records. Albummet er senere blevet udgivet på cd. Nummeret "Spurvehøg" fra pladen lå på et tidspunkt nr. 1 på Det Elektriske Barometer i seks uger, ligesom resten af pladen har høstet gode anmeldelser rundt omkring i Danmark. Blandt andet fik albummet fire stjerner i GAFFA.
I 2015 udkom albummet Olé olé, ligeledes til fine anmeldelser.
Solveig Sandnes døde 16. april 2018, efter at have været syg med kræft i 12 år.

## Musikere påLyserød lyseblå beige
- Solveig Sandnes (sang, ukulele, guitar)
- Henrik Olesen (guitar)
- Maria Køhnke (sang, orgel og omnichord)
- Louise Roos (sang, laptop)
- Anders Remmer (beats, trommer)

## Diskografi
- Lyserød lyseblå beige (2009)
- Olé olé (2014)